# تبعیض مثبت
تبعیض مثبت، تخصیص سهمیه یا تبعیض جبرانی ((به انگلیسی: positive discrimination) - (به انگلیسی آمریکایی: Affirmative Action)) به معنی در پیش‌گرفتن سیاست و روشی برای اصلاح رویه‌های تبعیض‌آمیز در برابر اقلیت‌های نژادی، زنان، از کارافتادگان و سایر گروه‌هایی است که در طول تاریخ، از برخی یا بسیاری مزیت‌های اجتماعی بی‌بهره مانده‌اند. برای مثال، در سال ۱۹۷۰ در آمریکا، سیاهان دوازده درصد جمعیت را دارا بودند اما فقط ۲٫۲ درصد پزشکان از نژاد سیاه بودند. دانشکدهٔ پزشکی کالیفرنیا در اجرای برنامهٔ تبعیض مثبت، رویهٔ پذیرش دانشجو را تغییر داد و از هر صد پذیرش، شانزده مورد را برای سیاه‌پوستان اختصاص داد.
تبعیض مثبت به مجموعه امتیازات اجتماعی اقلیت‌ها و رنگین پوستان در ایالات متحده آمریکا اشاره دارد که با برخورداری از این امتیازات اقلیت‌ها به برابری با سفید پوستان دست پیدا نمایند. در جامعه آمریکا به دلیل سال‌ها تبعیض نژادی اقلیت‌ها از شانس برابر در دستیابی به تحصیل و شغل محروم بوده‌اند. از این رو فعالان مبارزه با تبعیض نژادی در اوایل دهه ۱۹۵۰ ایده تبعیض مثبت را مطرح کردند. این تلاش‌ها سرانجام با اعلام مشروعیت تبعیض مثبت در قانون اساسی از سوی دیوان عالی فدرال ایالات متحده آمریکا در سال ۱۹۷۳ نتیجه داد.